# Geheimdienst schlägt zu
Geheimdienst schlägt zu (Originaltitel: I’ll Get You for This) ist ein britischer Kriminalfilm aus dem Jahr 1951 von Joseph M. Newman mit George Raft und Coleen Gray in den Hauptrollen. Der Film wurde von Kaydor Productions und Romulus Films produziert und basiert auf dem Roman I’ll Get You for This von James Hadley Chase.

## Handlung
Der amerikanische Spieler Nick Cain kommt für einen Urlaub ins italienische San Paolo und ist verwirrt über den großzügigen Empfang, den er vom Hotelmanager Miles Travers, dem Casinobesitzer Francisco Sperazza und dem Polizeichef Armando Ceralde erhält. Sperazza erklärt, dass ein Spieler wie Nick mit seinen Fähigkeiten und seinem Ruhm viele Menschen anziehe und dass seine Anwesenheit im San Paolo Casino von großem Nutzen sein werde.
Abends geht Nick ins Casino und trifft dort auf die attraktive Amerikanerin Kay Wonderly, die ihm zuvor im Hotel aufgefallen war. Während Nick hervorragend spielt, verliert Kay ihr gesamtes Geld und teilt Sperazza mit, dass sie den Kredit, den sie vom Casino erhalten hat, nicht zurückzahlen kann. Sperazza bietet jedoch an, ihre Schulden zu erlassen, wenn sie dafür sorgt, dass Nick „glücklich“ bleibt und Interesse daran hat, in San Paolo zu bleiben. Kay ist misstrauisch gegenüber dem Angebot, kann es aber nicht ablehnen. Sperazza stellt sie Nick vor, der von Kay fasziniert ist. Nachdem er den Amerikaner Jack Kennedy abgewiesen hat, der unbedingt mit ihm reden möchte, verbringt Nick einen romantischen Abend mit Kay. Als sie für einen Schlummertrunk in Nicks Zimmer zurückkehren, werden sie durch von Travers unter Drogen gesetzten Alkohol bewusstlos. Als Nick aufwacht, hört er, wie eine verängstigte Kay gegenüber Ceralde und Travers ihre Unschuld beteuert.
Als Sperazza hereinkommt, erklärt Ceralde Nick, dass Kennedy, ein Agent des US-Finanzministeriums, in seinem Zimmer getötet wurde und dass die Mordwaffe in Nicks Hand gefunden wurde. Als Nick merkt, dass ihm etwas angehängt wird, schnappt er sich eine Pistole und zwingt die Männer, den unter Drogen stehenden Alkohol zu trinken.
Nick entkommt mit Kay und versucht dann, den Lastwagen eines Floristen zu stehlen, doch der Besitzer, Massine, richtet eine Waffe auf sie und bringt sie in seine Wohnung. Dort versichert Massine ihnen, dass er es nicht böse meint und schlägt vor, dass sie sich in den nahegelegenen Ruinen von Alta Loma verstecken, während Nick Kennedys Mord untersucht.
Am nächsten Tag fahren Nick und Kay zu den Ruinen, wo sie ihm gesteht, dass sie von Sperazza angeheuert wurde, um nett zu ihm zu sein. Nick vergibt Kay bereitwillig, die ihm dann erzählt, dass sie Kennedy mit einer reichen Frau namens Claudette Ambling im Casino gesehen hat. Als die Nacht hereinbricht, schleicht Nick zurück in die Stadt und macht mit Massines Hilfe Claudette ausfindig. In ihrer Villa erfährt Nick, dass sie sowohl mit Sperazza als auch mit dem deutschen Geschäftsmann Müller liiert ist, der offenbar der Organisator eines verdächtigen Deals ist, an dem Sperazza und Ceralde beteiligt sind. Nachdem er der Polizei erneut entkommen ist, kehrt Nick zu den Ruinen zurück, wo ihn eine besorgte Kay mit einem Kuss begrüßt. Nick erklärt ihr die Situation und versichert ihr, dass er vor Mittag wieder zurückkommen werde. Zurück in der Stadt führt Massine Nick zu einem Café, in dem sich Müller und die anderen treffen. Nick hört zu, wie Müller Sperazza dafür bestraft, dass er ihren Betrieb gefährdet hat, indem er Nick beschuldigt, Kennedy getötet zu haben, der sie entlarven wollte. Massine folgt den Männern, als sie gehen, während Nick Toni, einen italienischen Straßenjungen, mit dem er sich angefreundet hat, bittet, Kay Gesellschaft zu leisten.
Während Toni erfolglos versucht, Kay davon zu überzeugen, in den Ruinen zu bleiben und nicht in die Stadt zu gehen, geht Nick zu Massines Wohnung, wo er einen großen Haufen Bargeld entdeckt. Der angeblich arme Florist enthüllt, dass er ein Agent der italienischen Regierung ist und dass er, Kennedy und andere Müller seit fünf Jahren verfolgen. Massine erklärt weiter, dass Müller Druckplatten besitze, mit denen die deutsche Regierung im Zweiten Weltkrieg Devisen fälschen wollte. Nick teilt ihm mit, dass er gehört hat, wie Müller Pläne für den Transport der Ausrüstung skizzierte, und Massine schließt daraus, dass sich das Versteck der Fälscher in den Höhlen nahe der Küste befindet, zu denen er ihnen gefolgt war. Die Höhlen führen zu Kerkern unterhalb des alten Gefängnisses der Stadt. Massine versammelt seine Männer für die Razzia. Bevor sie jedoch gehen, erscheint Toni und erzählt Nick, dass Kay verhaftet und ins Gefängnis gebracht wurde.
Während Müller seine Männer die Fälschungsausrüstung einpacken lässt, foltert Ceralde Kay, um Informationen über Nick zu erhalten. Toni besteht darauf, Nick und Massine auf ihrer Mission zu begleiten, und während Massine und seine Männer die Bande verfolgen, steigt Nick die Wendeltreppe hinauf, die vom Kerker zum Gefängnis führt. Nachdem er Ceralde niedergestreckt hat, befreit Nick Kay unterstützt Massine im Kampf mit den Fälschern. Er verfolgt Sperazza und tötet ihn nach einem heftigen Kampf, dann gesellt er sich zu Kay ans Ufer. Ein italienischer Geheimagent teilt ihnen mit, dass der sterbende Travers, der zu der Bande gehörte, ihnen erzählt habe, Müller sei nach Tunis geflohen. Massine ist bereits auf der Suche nach ihm. Mit Kay im Arm teilt Nick Toni dann mit, dass er nach Amerika geht, um dort mit ihm und Kay zu leben.

## Hintergrund
Gedreht wurde der Film ab Ende April 1950 im italienischen Sanremo sowie in den Teddington-Studios in Teddington.
Ralph Brinton oblag die künstlerische Leitung. Verantwortlicher Toningenieur war John W. Mitchell. Robert Day arbeitete als Kameraführer, Hubert Clifford komponierte zusätzliche Musikstücke.
Der Song Lena stammte von Bruno Coquatrix und Ray Ventura, der Tango La Cumparsita von Gerardo Matos Rodríguez.

## Veröffentlichung
Die Premiere des Films fand im Januar 1951 statt. In der Bundesrepublik Deutschland kam er am 10. April 1953 in die Kinos.

## Kritiken
Das Lexikon des internationalen Films schrieb: „Handwerklich gediegene Krimiunterhaltung.“